# Dario Fertilio
Dario Fertilio (Modena, 9 ottobre 1949) è un giornalista, scrittore, poeta e drammaturgo italiano di origine dalmata. Le sue opere, tradotte in molte lingue, sono diffuse specialmente nei Paesi del Centroeuropa.

## Biografia
Cresciuto a Milano, dove si è laureato in lettere all'Università Statale, a ventun anni ha iniziato il tirocinio di cronista al «Corriere d'Informazione» (edizione pomeridiana del «Corriere della Sera» diretto da Giovanni Spadolini) passando nel 1978 prima agli interni, poi alla redazione politica e infine a quella culturale del «Corriere».
Nell'ottobre 2014 ha assunto la direzione della rivista trimestrale «Il Dalmata», giornale degli esuli dalmati, e l'ha lasciata nel 2021. Dal 2015 interviene come articolista nel dibattito politico e culturale sui mass media italiani ed europei.
Come insegnante, dopo aver diretto dal 2002 al 2004 il laboratorio di Giornalismo culturale all'Università Cattolica di Milano, insegna dal 2018 Teoria e tecniche della comunicazione giornalistica alla Statale della medesima città.
Nel 2024 ha lanciato l'idea dello Hymnus Dalmaticus, inno nazionale della Dalmazia: trilingue (italiano, tedesco e croato) è stato poi tratto dalla opera romantica "Il ritorno del marinaio" di Franz von Suppé ad opera del maestro Adriano Martinolli D'Arcy.

### Attività politica
Ha pubblicato diversi saggi e monografie, sia su temi politici che sull'informazione, nei quali afferma la necessità di ricercare e difendere le libertà individuali.
Nel 1997 ha fondato con lo scrittore e attivista russo Vladimir Bukovskij e lo storico francese Stéphane Courtois, i Comitati per le libertà ("Comitatus pro libertatibus"), movimento il cui scopo è l'affermazione dei principi liberali quali la diffusione della democrazia, il libero mercato, il federalismo e la sussidiarietà.
Dario Fertilio è stato l'ideatore, con gli stessi cofondotari dei Comitati per le Libertà, di una significativa iniziativa denominata Memento Gulag: la celebrazione della giornata in memoria delle vittime del comunismo sovietico; si celebra ogni 7 novembre.
Fertilio, come Bukovskij, è di ideologia liberal-conservatrice, atlantista ed euroscettica, convinto che occorra respingere sia l'ideologia occidentale del radicalismo di massa (contraria al liberalismo, alle radici cristiane, ai confini, e a favore del politicamente corretto, dell'ecologismo estremo, del femminismo radicale, ecc.) che quello che definisce il "nazionalcomunismo russo" putinista propagandato dal regime di Vladimir Putin e dai suoi ideologi come Aleksandr Dugin (diffondendo teorie cospirazioniste come il piano Kalergi, il gender o il complotto della finanza ebraica: "l'ideologia radicale di massa è reale ed è molto diffusa. La teoria del complotto, invece, è propaganda del Cremlino"); il regime autoritario di Mosca si muove contro lo stato di diritto all'interno, in maniera imperialista verso i vicini, basata sul Blut und Boden e tramite una nuova finlandizzazione (si veda l'invasione russa dell'Ucraina del 2022), e mira all'egemonia culturale ed economica verso l'Europa occidentale, sia tra la sinistra che tra i conservatori, generando il populismo e l'illiberalismo; Fertilio ritiene il radicalismo e il nazional-comunismo le due ideologie totalitarie del nostro tempo: «non dobbiamo cascare nella trappola totalitaria: una persona libera deve combattere sia contro il radicalismo di massa, sia contro il nazional-comunismo propagandato in Occidente da Dugin». Fertilio è stato anche un critico delle misure di contenimento del COVID-19 definite da lui "dittatura sanitaria".

## Pubblicazioni

### Saggi
- Il Grande Cervello (Sugarco).
- E Milano va, con introduzione di Carlo Tognoli (Mursia)
- Le notizie del diavolo. La parabola ignota della disinformazione (Spirali).
- Il fantasma della libertà (Rubbettino)
- Comunicazione e persuasione, in Scienza, etica, comunicazione, a cura di David Cerniglia, Franco Angeli
- Il gioco degli specchi; l'astuzia della disinformazione in Giornali: l'informazione dov'è?, a cura di Dario Antiseri e Giovanni Santambrogio, Rubbettino
- Arrembaggi e pensieri, conversazione con Enzo Bettiza (Rizzoli)
- Hitler in Italia, in "Una giornata particolare", un film di Ettore Scola, a cura di Tullio Kezich e Alessandra Levantesi, editrice Lindau
- Maledetta proporzionale (Bibliotheca Albatros, collana Libertates).
- Fuori i secondi! Il presidenzialismo che ci può salvare (Bibliotheca Albatros – Libertates).
- Il virus totalitario, guida per riconoscere un nemico sempre in agguato (Rubbettino).
- Ultime notizie dal diavolo, i segreti della disinformazione dall'antichità alle fake news (Guerini)
- Berlinguer e il diavolo, dall'oro di Stalin al petrolio di Gorbacëv, con Francesco Bigazzi, Paesi edizioni
- Dal marxismo-leninismo al mass-radicalismo, in Karl Marx nel XXI secolo (Castelvecchi), con scritti di Agnes Heller, Giacomo Marramao, Federico Lucarini, Silverio Zanobetti ed altri
- Il libro nero degli italiani nei gulag (LEG) con introduzione di Francesco Bigazzi e scritti di Ugo Intini, Aldo G. Ricci, Elena Parkhomenko, Stefano Mensurati, Giovanni Di Girolamo, padre Fiorenzo Reati, Anatoli Razumov
- Dirsi tutto, L'arte della comunicazione totale (Lindau).
- Bugie di guerra, la disinformazione russa dall'Unione Sovietica all'Ucraina, con Francesco Bigazzi e Segio Germani (Paesi)
- Fabbricare le menzogne, la disinformazione in Italia tra guerra fredda e pandemia, con Francesco Bigazzi (Licosia)
- Liberare la giustizia - Justice Unchained,  con Ferdinando Cionti, editore Licosia.
- Il Piano Solo: il Golpe era Rosso, con Francesco Bigazzi, prefazione di Mario Segni, Mauro Pagliai Editore.
- Giocare l'impossibile, colpi e caratteri estremi del tennis, con Guido Primiceri, Mursia Editrice

### Romanzi e racconti
- La morte rossa (Marsilio), storie di italiani vittime del comunismo, dall'Urss alla Jugoslavia di Tito, al triangolo rosso dell'Emilia-Romagna. Ripubblicato nel 2016-17 all'interno della collana Storia del comunismo edita dal Giornale - Biblioteca Storica
- La via del Che (Marsilio).
- Musica per lupi (Marsilio).
- Teste a pera e teste a mela (Rubbettino).
- La lingua degli angeli per principianti (Skira, con disegni dell'architetto Mario Botta e il balletto di Laura Pulin Canto).
- L'ultima notte dei fratelli Cervi (Marsilio)
- L'anima del Führer (Marsilio)
- Le sante dei miracoli (La fontana di Siloe-Lindau)
- Troppo lontano dal mare, racconto lungo in Occhi mediterranei, con Rosanna Turcinovich e Christophe Palomar (Pendragon)
- Eroi in fiamme, Makuch e gli altri che sfidarono l'Urss, con Olena Ponomareva (Pagliai)

### Poesia e libretti
- Guida ai vicoli ciechi, capriccio con luoghi e pensieri non autorizzati, aforismi con le tessiture murarie di Mario Botta, prefazioni di Raffaele La Capria e Bruno Pedretti
- Web Love, Operetta postmoderna in tre atti, musica di Mirco Dalporto. Inclusa in Musica per lupi, Il teatro di Dario Fertilio (Curcio)
- Lezione di ballo, Lettura per La città si muove di Laura Pulin. Inclusa in Musica per lupi, Il teatro di Dario Fertilio (Curcio)
- Il tempo delle maschere, poemetto sulla paura, con le illustrazioni di Laura Lodigiani (LibertatesLibri)
- Cuore, con un'immagine di Mario Botta, ori di Luigi Mariani (Pulcinoelefante)
- Dirsi tutto, sinfonia di corpi in movimento, versi per il balletto di Laura Pulin sui diritti umani (Università di Padova)
- I Bambini d'Azovstal  - Diti Azovstala, Ukrainski Kindertotenlieder, Rotary Club di Todi
- Hymnus Dalmaticus, inno nazionale dalmata dall'opera di Franz von Suppè, musicato da Adriano Martinolli D'Arcy

### Teatro
- Concerto per carri armati o l'invasione fraterna della Curonia (Santi Quaranta).
- Uomini e cyborg - Récit in omaggio all'Ucraina (con Olena Ponomareva, LibertatesLibri). Incluso in Musica per lupi, Il teatro di Dario Fertilio (Curcio)
- La peste a Budapest, Albert Camus e la rivolta d'Ungheria (Centro Internazionale di Brera  - Biblioteca Storica di Critica Sociale). Incluso in Musica per lupi, Il teatro di Dario Fertilio (Curcio)
- La bambina che amava Stalin. Monologo per Isabel Russinova, incluso in Musica per lupi, Il teatro di Dario Fertilio (Curcio)
- L'umana tragedia (secolo XXI) (LibertatesLibri), versione liberamente tratta dall'originale di Imre Madach. Inclusa in Musica per lupi, Il teatro di Dario Fertilio (Curcio)
- Per difendere l'imperatore, Una storia vera della Grande Guerra, monologo basato sulla testimonianza di Silvio Metzger, incluso in Musica per lupi, Il teatro di Dario Fertilio (Curcio)
- Musica per lupi, il teatro di Dario Fertilio, editore Curcio: (comprende Per difendere l'imperatore, La bambina che amava Stalin, La peste a Budapest, Uomini e Cyborg, L'umana tragedia (secolo XXI), Web Love, Lezione di ballo)
- Lettere dal Donbas. Le voci e i volti della guerra in Ucraina, con Olena Ponomareva (Pagliai Editore)

## Riconoscimenti
- Premio Walter Tobagi per Il Grande Cervello
- Premio Diego Fabbri per E Milano va
- Premio Alfredo Cattabiani per La morte rossa
- Premio Niccolò Tommaseo 2008 per la cultura e letteratura dalmata[3]
- Premio Acqui Storia 2013 per il romanzo storico L'ultima notte dei fratelli Cervi
- Premio Lucio Colletti 2015 per il giornalismo
- Premio Firenze 2018 Fiorino d'oro per L'arca della morte
- Medaglia alla carriera 1972-2022 dell'Ordine dei giornalisti
- Premio internazionale Liber@mente 2023 per la cultura liberale